# Annette Edmondsonová
Annette Edmondsonová (* 12. prosince 1991 Adelaide) je australská cyklistka.
V roce 2007 získala na juniorském mistrovství Oceánie v dráhové cyklistice zlaté medaile v individuálním sprintu, týmovém sprintu i scratchi, je patnáctinásobnou mistryní Austrálie. Na mistrovství světa v cyklistice juniorů získala v roce 2008 stříbrnou medaili ve sprintu. Na olympiádě 2012 v Londýně obsadila třetí místo v omniu a čtvrté místo ve stíhacím závodě družstev. Na Hrách Commonwealthu v roce 2014 vyhrála scratch a byla druhá ve stíhacím závodě jednotlivkyň. Na mistrovství světa v dráhové cyklistice 2015 získala titul ve stíhačce družstev a v omniu. Startovala také na olympiádě 2016, kde obsadila ve stíhačce družstev páté místo.
V silniční cyklistice jezdí za profesionální stáj Wiggle High5. Je vítězkou etapového závodu Tour of Chongming Island z roku 2013, na mistrovství světa v silniční cyklistice získala v časovce družstev v roce 2013 bronzovou a v roce 2014 stříbrnou medaili.
Její mladší bratr Alex Edmondson je také australským cyklistickým reprezentantem.